# ایلعازر
ایلعازر یا الیعازر (الیعاذر، ایلعاذر، ایلعازر، العزار، عازر و لازاروس هم نوشته شده است) معروف به ایلعازرِ بِیت عَنیا، نام فردی است که در انجیل یوحنا از او به عنوان شخصی که چهار روز پس از مرگش به‌دست عیسی مسیح دوباره زنده شد یاد شده است.
ایلعازر (نام او به معنی: کسی‌که خداوند به او را کمک می‌کند)، در متون مسیحی این‌گونه آمده که ایلعازر «نام مردی است که با خواهر خود در بیت عنیا سکونت داشت و عیسی مسیح بسیار دوستش می‌داشت و در خانه او آمدوشد می‌نمود. ناگاه، بیمار شده و مرد. پس از آنکه چهار روز از موتش گذشته بود در نزدیکی اورشلیم، مسیح در حضور خانوادهٔ وی و جمعی از یهود وی را از مردگان برخیزانید. یهود پذیرایی این مطلب را نداشته در صدد آن شدند که مسیح را با ایلعازر مقتول سازند (یو ۱۱: ۱–۴۴) و تا امروز بیت عنیا را نظر به این معجزه، ایلعازریه می‌گویند.»
در معنی دوم، ایلعازر اسم شخصی فقیری است که در مثل درویش و توانگر مذکور است (لو ۱۶: ۱۹).
ایلعازر برادر مریم و مرتا بود و این سه در بیت عنیا (خانه تهی‌دستان) در نزدیکی اورشلیم زندگی می‌کردند. آرامگاه ایلعازر امروزه ایلعازریه نام دارد. این داستان تنها در انجیل یوحنا (آیات ۱ تا ۴۴ از فصل یازدهم) ذکر شده است.

## نگارخانه

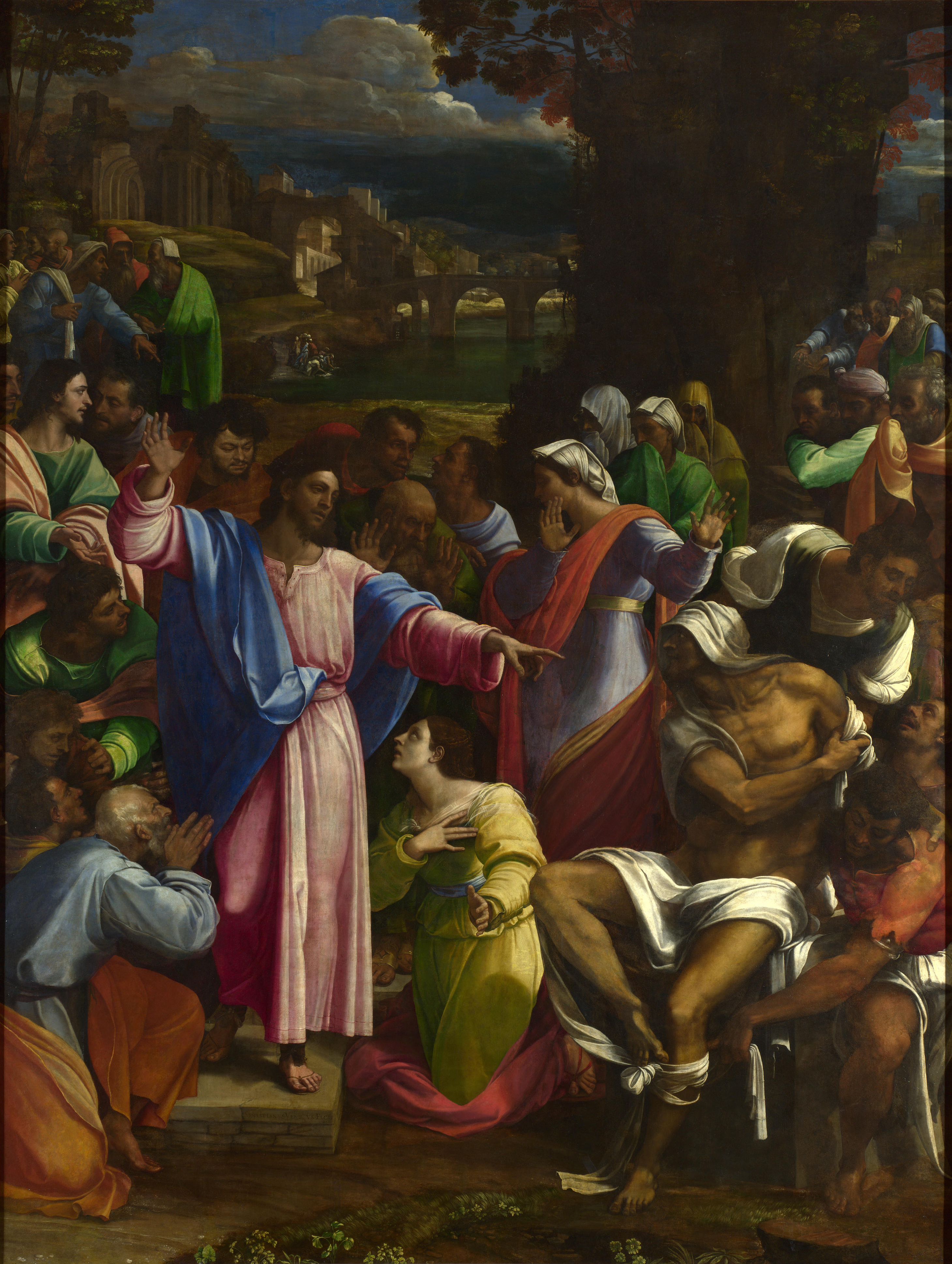
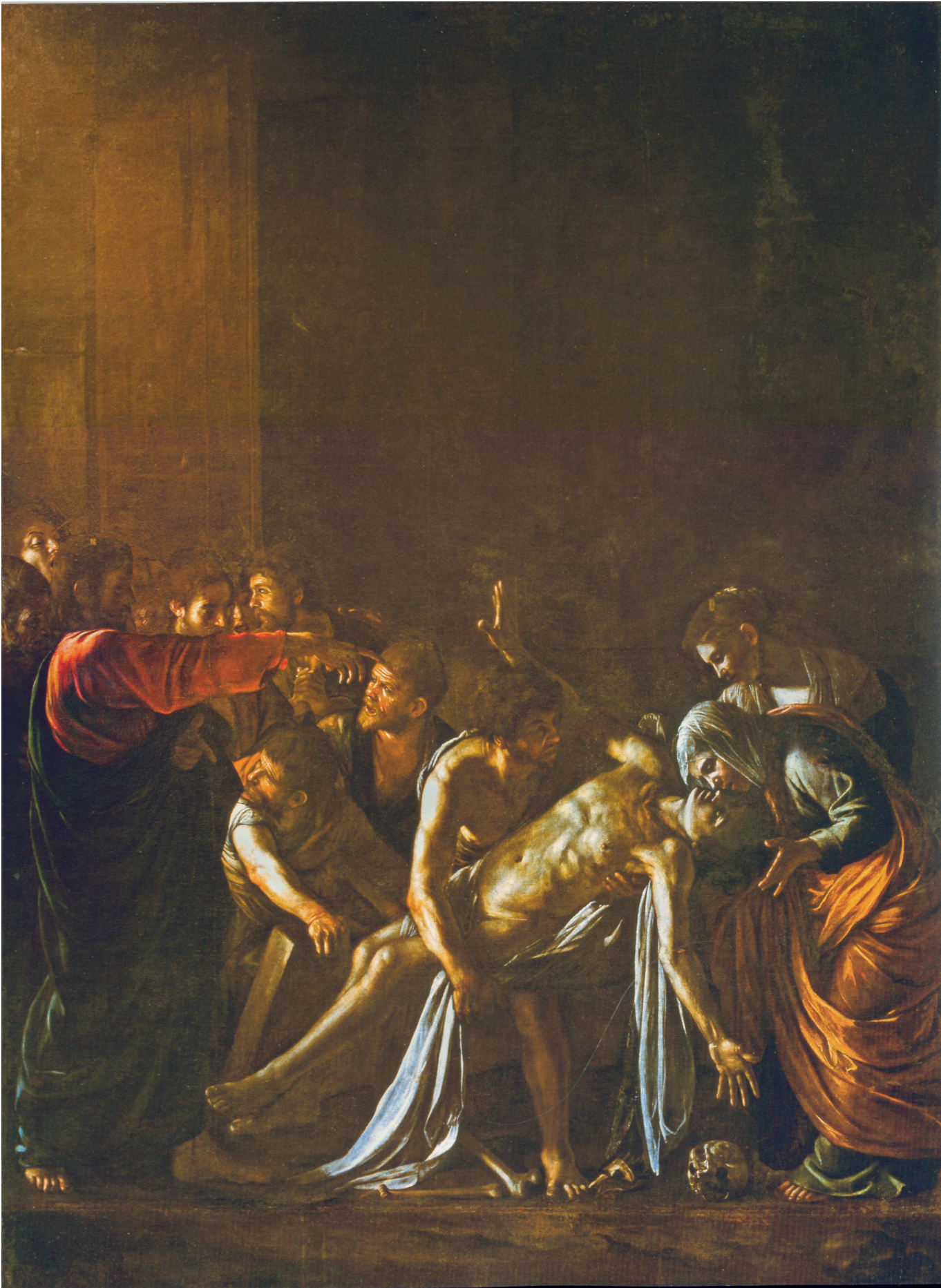
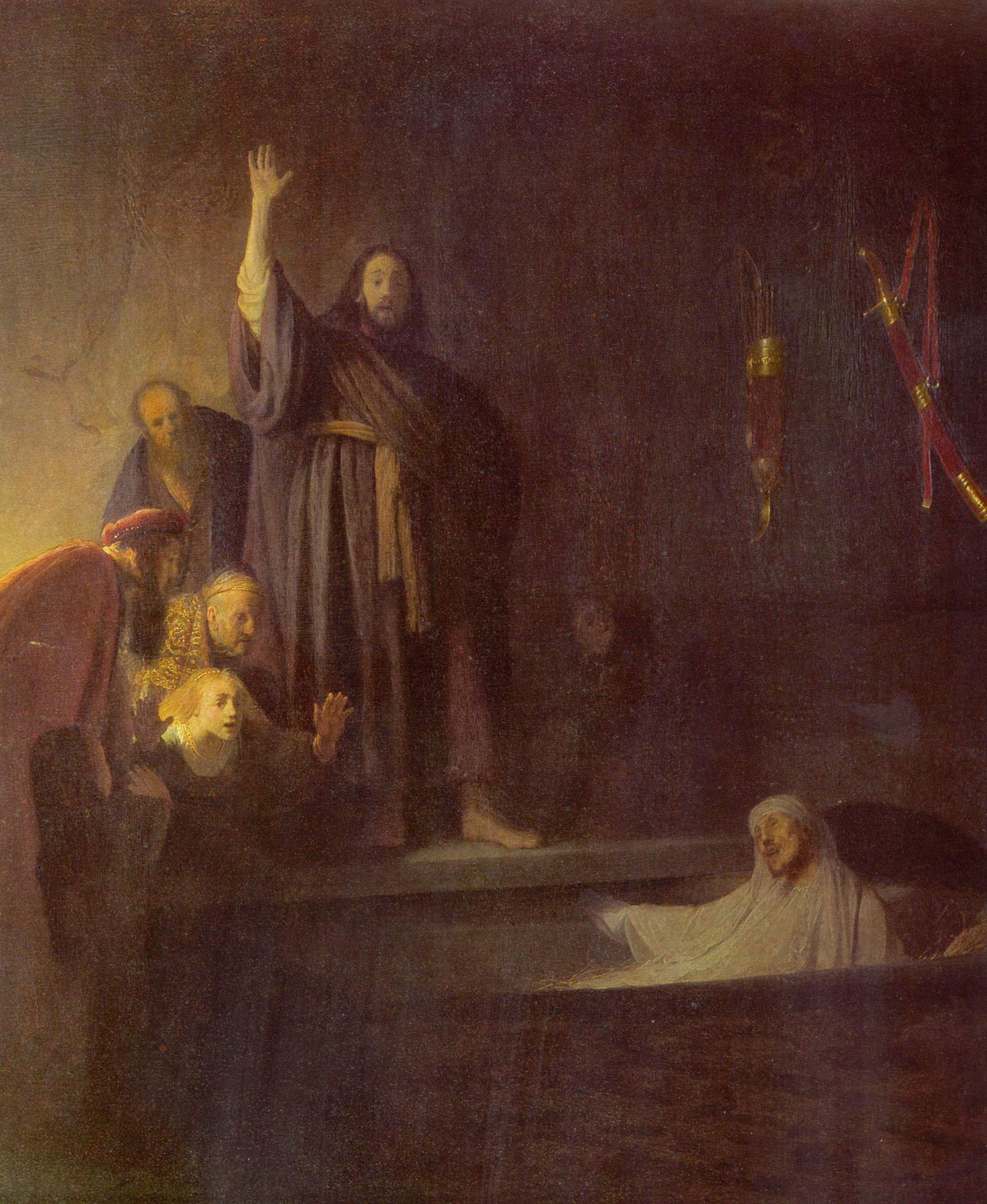
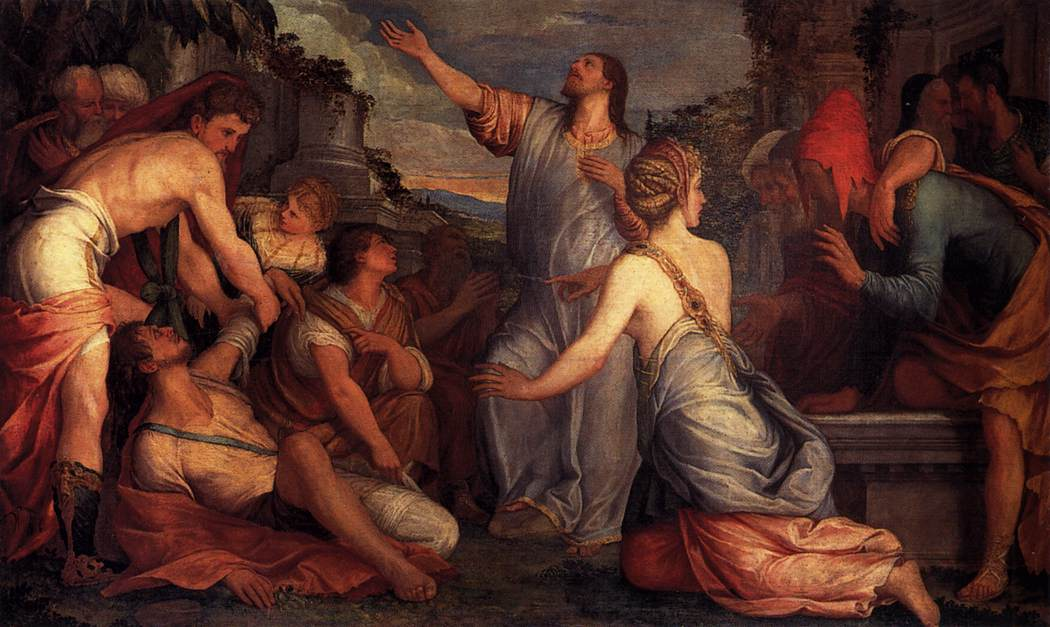
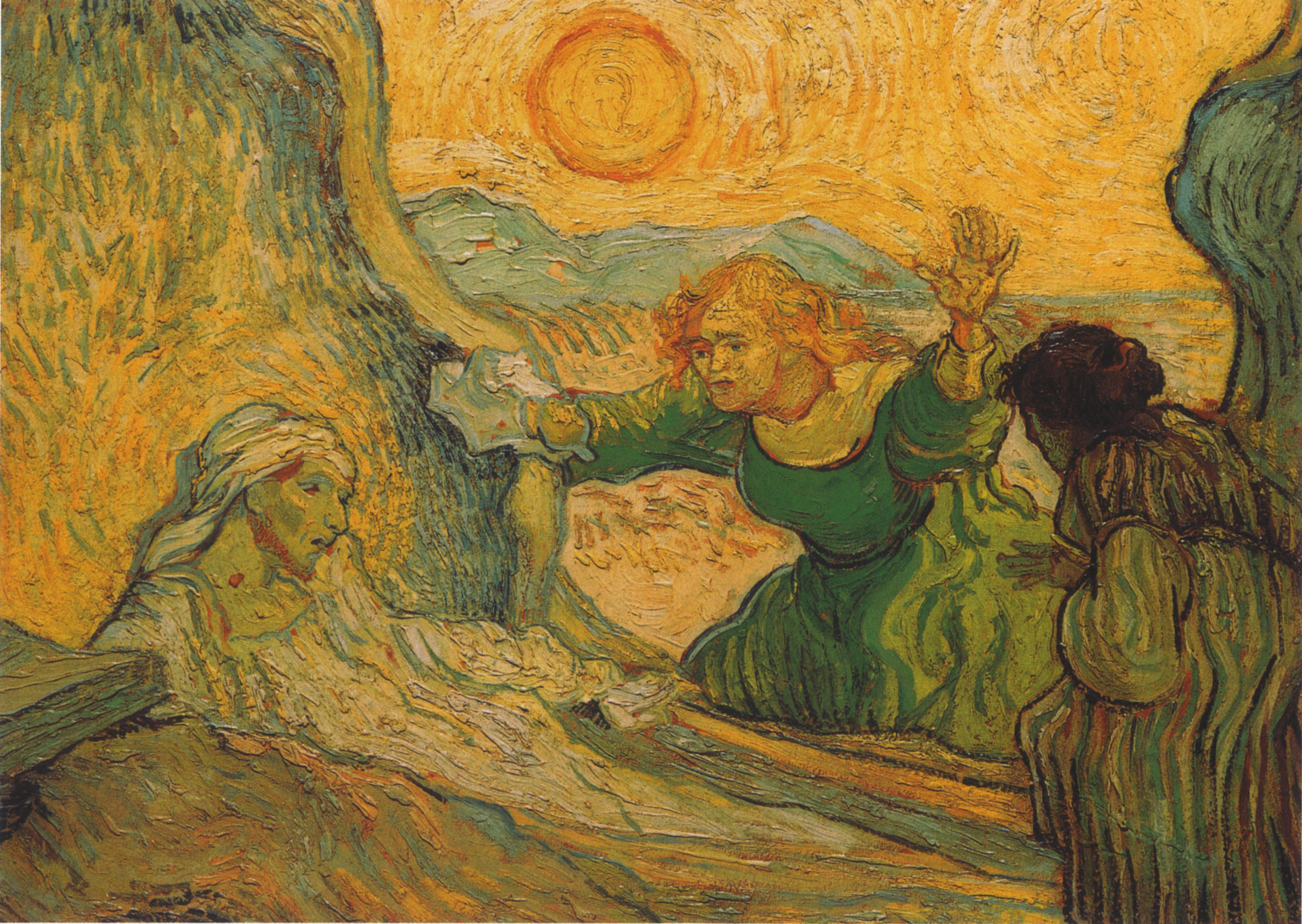
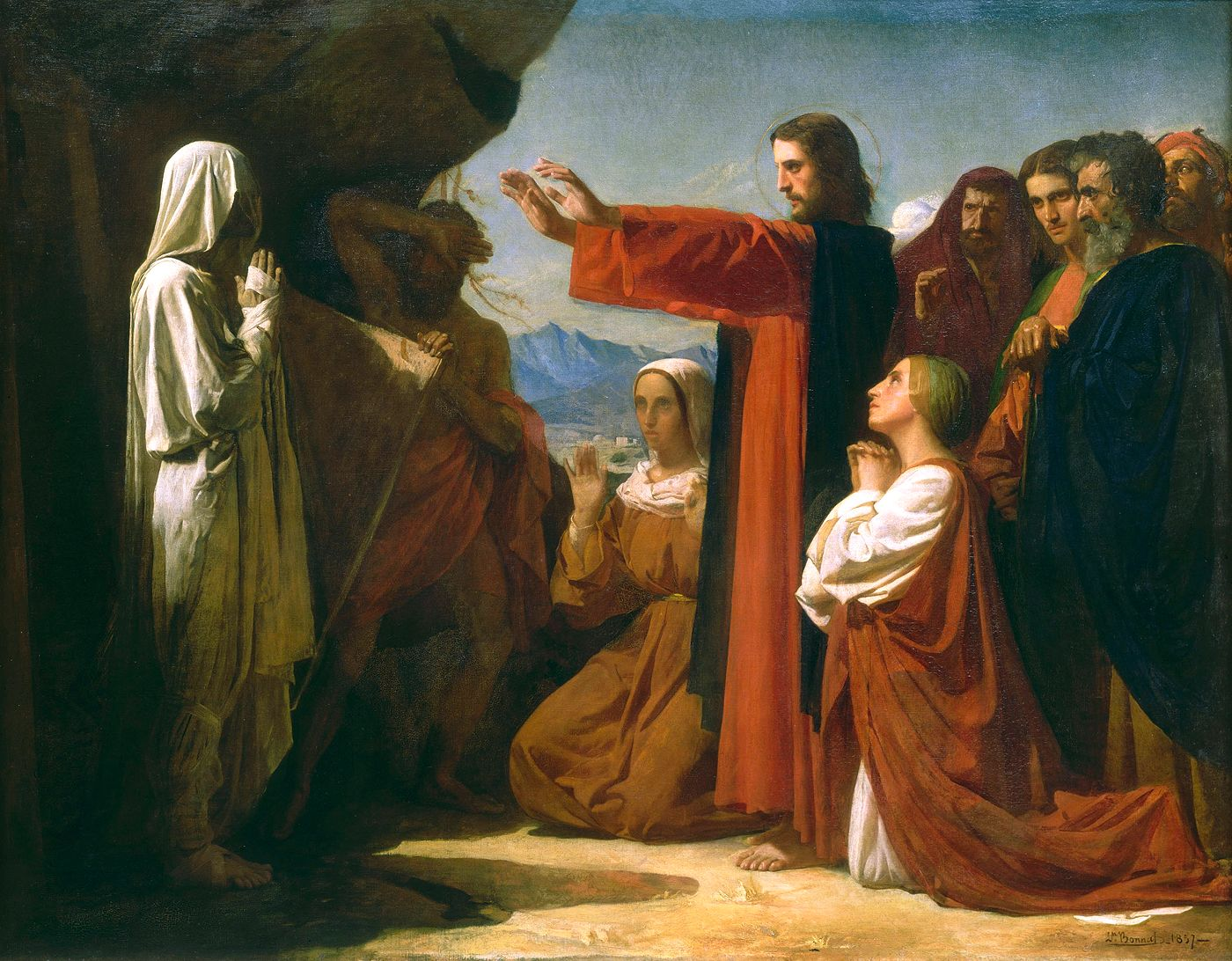